# Adelpha erymanthis
Adelpha erymanthis is een vlinder uit de onderfamilie Limenitidinae van de familie Nymphalidae. De wetenschappelijke naam van de soort werd in 1884 gepubliceerd door Frederick DuCane Godman & Osbert Salvin.

## Ondersoorten
- Adelpha erymanthis erymanthis
- Adelpha erymanthis esperanza Balcázar & Willmott, 2004